# فریدام موبایل

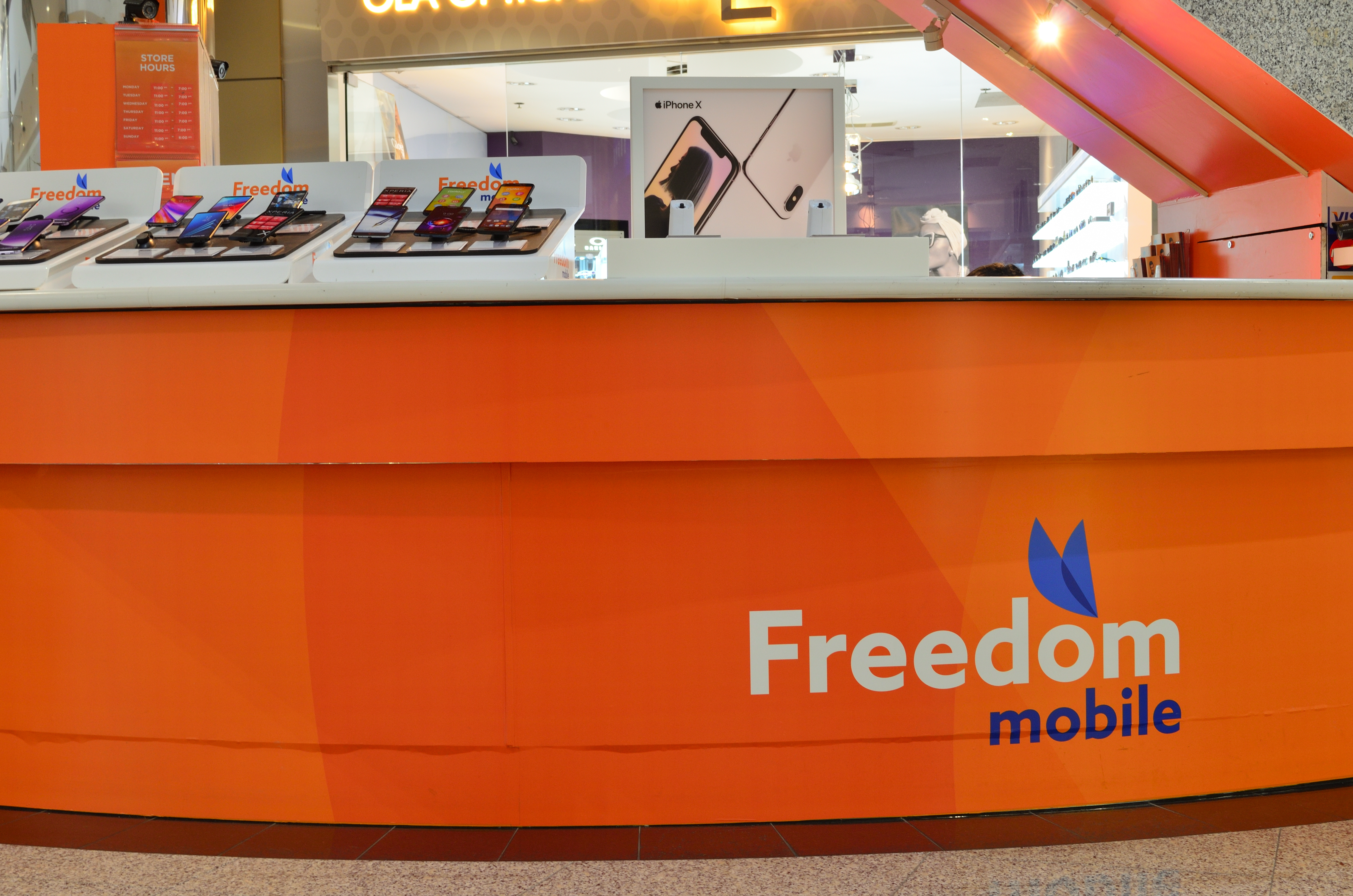
فریدام موبایل

فریدام موبایل (انگلیسی: Freedom Mobile) شرکت مخابرات کانادایی است، که در سال ۲۰۰۹ توسط آنتونی لاکاورا تأسیس شد.